# Gustav Wilpert

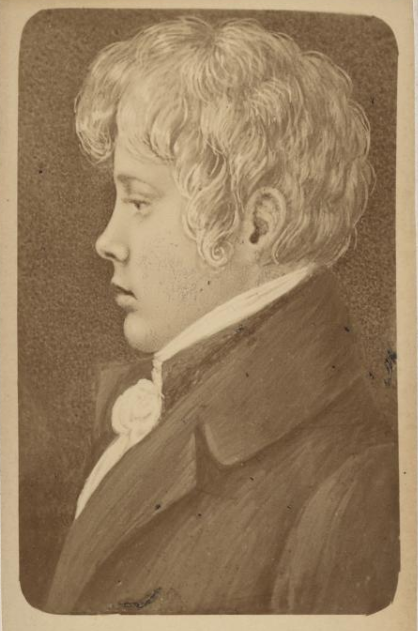
Gustav Wilpert in jungen Jahren

Gustav Ewald Wilpert (* 27. Mai 1795 in Siuxt, Gouvernement Kurland; † 30. Januar 1851 in Riga) war ein deutsch-baltischer Jurist. Er war einer der Stifter der Urburschenschaft in Jena. Sein in dieser Zeit geführtes Stammbuch (Freundschaftsalbum) ist eine wichtige Quelle der Studentengeschichte.

## Leben

### Herkunft und Familie
Gustav Wilpert war der jüngste Sohn des Pastors in Siuxt Christian Georg (von) Wilpert aus dessen zweiter Ehe mit Anna Wilhelmine, geb. Conradi († um 1805). Der Generalsuperintendent von Kurland Carl Ludwig Wilpert war sein Bruder.
Seit 1827 war Gustav Wilpert verheiratet mit Clara Charlotte, geb. Uckermann, aus Mitau. Das Paar hatte drei Söhne:
- Ernst, Eisenbahner in Orel
- Karl (* 1832), russischer Major
- Eduard (1833–1918), Kaufmann in Riga

Die Tochter Alexandrine heiratete Julius von Cube.

### Werdegang

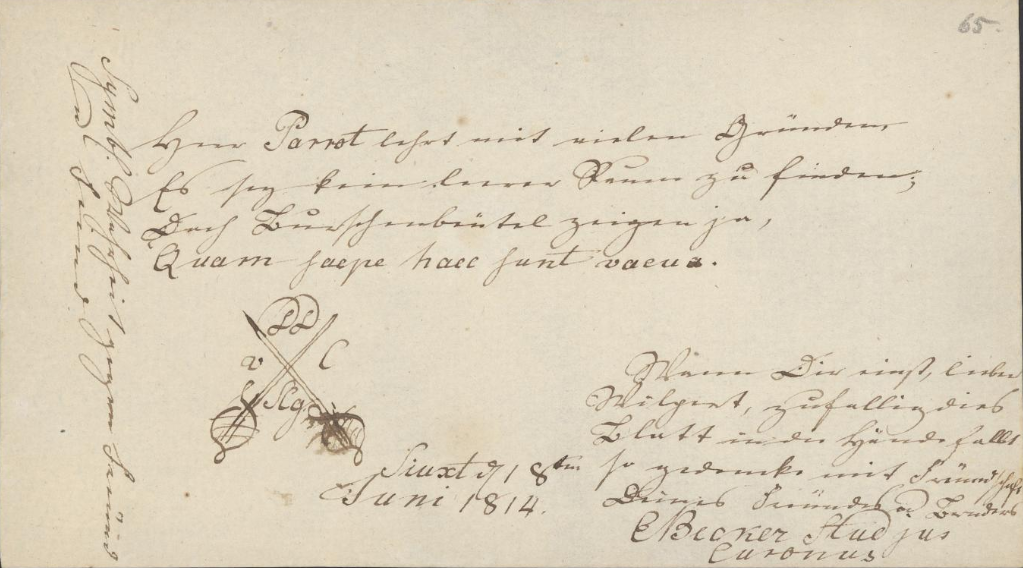
Stammbuch Wilpert: Stammbucheintrag des Dorpater Curonen stud. jur. Ernst Becker vom Juni 1814 im Pastorat Siuxt mit Schlägerwappen und Wahlspruch der Curonia „Draugam draugs“

Er erhielt seinen Schulunterricht durch Hauslehrer. Ab 1812 studierte er Rechtswissenschaften an der Kaiserlichen Universität Dorpat. Hier schloss er sich der 1808 unter anderem von seinem Bruder Johann Christian (1790–1870) mitbegründeten Studentenverbindung Curonia an. Aus seiner Dorpater Zeit sind einige Einträge Wilperts in Freundschaftsalben erhalten.
Im Herbst 1814 ging er zusammen mit Alexander von Sengbusch für ein Semester an die Universität Heidelberg. Auch hier war er in der Landsmannschaft bzw. seit 1810 Corps Curonia aktiv.
Im Frühjahr 1815 kam er an die Universität Jena. Hier war er zunächst letzter Senior der Landsmannschaft Curonia, dann am 12. Juni 1815 einer der Stifter der Urburschenschaft. Am 12. Juni 1815 wurde er zu einem ihrer neun Vorsteher gewählt. Wohl unmittelbar danach trat er als Freiwilliger in ein Husarenregiment ein. Nach der Demobilisierung in Folge des Zweiten Pariser Friedens setzte er sein Studium in Jena 1816/17 fort. Im Sommersemester 1816 war er Sprecher der Urburschenschaft. Im Wintersemester 1816/17 war Wilpert an den Beratungen über den Jahn-Friesenschen Entwurf einer Burschenordnung beteiligt.
Ab 1819 wirkte er als Hofgerichts- und Ratsadvokat in Riga. Geschwächt durch eine schwere Krankheit, musste er 1848 seinen Beruf aufgeben. Er starb Anfang 1851 im Alter von 55 Jahren in Riga. Nach seinem Nachruf in Das Inland „hatte der Verstorbene eine lange Reihe von Jahrzehenten hindurch in der juristischen Geschäftswelt Rigas einen gefeierten Namen und stand in der Praxis des Orts an der Spitze seiner Standesgenossen. Vor wenigen Jahren wurde er in Folge eines schweren Krankheitsanfalls unfähig zur Fortsetzung seiner amtlichen Laufbahn und zog sich seitdem in das Privatleben zurück. Die Theilnahme, Liebe und Anhänglichkeit eines großen Kreises von Freunden und Verwandten in Liv- und Kurland, so wie das Wohlwollen mancher geschätzten Gönner verschönerte seinen Lebensabend, der durch die bitteren Erfahrungen eines gänzlich zerstörten Daseins getrübt worden war.“

## Stammbuch Wilpert
In seiner Jenaer Zeit führte Gustav Wilpert ein studentisches Stammbuch, das 1905 in die Sammlung der heutigen Thüringer Universitäts- und Landesbibliothek Jena gelangte und so erhalten blieb. Sein Stammbuch hatte die Form einer seit gegen Ende des 18. Jahrhunderts verbreiteten „Stammbuchkassette“, einer Art Schuber, in dem Blätter mit Eintragungen von Freunden zusammen mit Stammbuchblättern, eigens dafür hergestellten Kupferstichen oder Radierungen, als Loseblattsammlung verwahrt wurden. Die Kassette trug auf dem Rücken den Titel Denkmal der Freundsc[haft]  und zeigte auf dem marmorierten Vorsatz die Inschrift Charles Wilpert 1800. Der Jenaer Katalog identifiziert diesen mit Gustavs Bruder Carl Ludwig Wilpert – der war jedoch 1800 erst 15 Jahre alt und noch zu Hause im Pastorat von Siuxt. Sein Cousin, der Mediziner Carl von Wilpert (1778–1839), hatte hingegen ab 1797 in Jena studiert – er musste es allerdings 1798 verlassen, als Zar Paul I. mit Ukas vom 9. April 1798 die Heimkehr aller studentischen Untertanen von den deutschen Universitäten anordnete.
Das Stammbuch enthält 103 Blätter, darunter einen kolorierten und 23 unkolorierte Kupferstiche von Ludwig Hess mit Ansichten aus und um Jena (Ansicht der Kunitzburg doppelt vorhanden), deren Rückseiten meist mit Freundschaftseinträgen versehen sind. Die Freundschaftseinträge stammen fast alle aus den Jahren 1815 bis 1817. Am Ende einliegend ein Fotoabzug eines Porträts, das Gustav Wilpert darstellen soll (mit einer inkorrekten Todesangabe auf der Rückseite: 1853 in Riga).

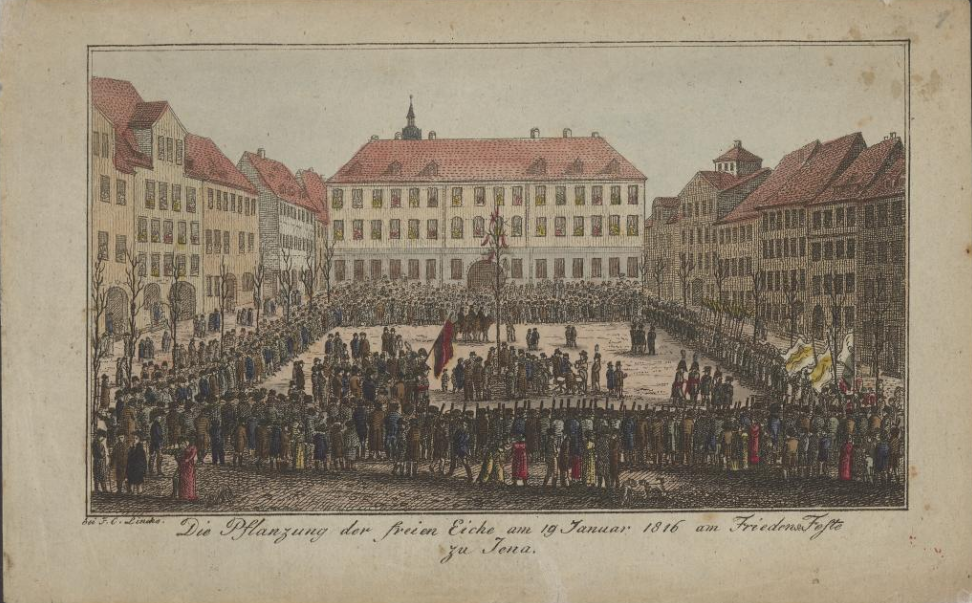
Die Pflanzung der freien Eiche am 19. Januar 1816

Von besonderer Bedeutung ist der kolorierte Kupferstich Die Pflanzung der freien Eiche am 19. Januar 1816 auf dem späteren Eichplatz in Jena. Er zeigt erstmals die schwarz-rote Fahne der Burschenschaft.
Die Einträge geben Einblick in die Hauptvertreter und Umstände der Gründung und frühen Jahre der Urburschenschaft. Wilpert war bei den Richtungskämpfen der Frühzeit ein Vertreter der Rosengesellschaft oder Roseist. Nach Herman Haupt trat diese Gruppe wie die Lichtenhainer für die Ideale des landsmannschaftlichen Studententums ein und stand den Altdeutschen und den Bestrebungen der Reformrichtung feindselig gegenüber. Nach schweren Auseinandersetzungen, die sich in manchen Eintragungen widerspiegeln, und der wilden Knotenschlacht bei der Ölmühle am 18. Januar 1817, deren Anführer („Feldmarschall“) er war, verließ Wilpert im März 1817 die Burschenschaft. Eine von ihm begründete Verbindung Neudeutschia blieb Episode, im Wintersemester 1816/17 war er ihr Senior.